# 迪馬浦爾縣
迪馬浦爾縣是印度的一個縣，位於該國東北部，由那加蘭邦負責管轄，面積927平方公里，海拔高度260米，2011年人口378,811，人口密度每平方公里410人。

## 外部連結
- Official site （页面存档备份，存于）